# 扎姆利諾克
50°24′39″N 26°14′21″E / 50.41083°N 26.23917°E
扎姆利諾克（烏克蘭語：Замлинок），是烏克蘭西北部的村莊，隸屬里夫內州的里夫內區。該村面積2.9平方公里，海拔高度215米，2001年人口27，人口密度每平方公里9.3人。